# 로시냐노마리티모
로시냐노마리티모(이탈리아어: Rosignano Marittimo)는 이탈리아 토스카나주 리보르노도에 있는 코무네다. 피렌체에서 남서쪽 80km, 리보르노에서 남동쪽 30km 거리에 있다.

## 역사
제2차 세계 대전 기간 미 공군 12 사단의 통제를 받던 미 공군 기지가 로시냐노 근처에 있었다. 종전 후, 기지는 폐쇄됐고 사용된 토지는 농업용으로 다시 사용됐다.

## 자매 도시
- 프랑스 샹피니쉬르마른
- 영국 머셀버러
- 서사하라 주크